# It Came From N.Y.C.
It Came From N.Y.C. es una caja recopilatoria de la banda estadounidense White Zombie, publicada el 3 de junio de 2016. Incluye todo el material publicado por la banda entre 1985 y 1989, incluidas canciones inéditas de 1986.

## Lista de canciones

### Disco 1
1. "Gentleman Junkie"
2. "King of Souls"
3. "Tales From the Scarecrowman"
4. "Cat's Eye Resurrection"
5. "Black Friday"
6. "Dead or Alive"
7. "Pig Heaven"
8. "Scarecrow #2"
9. "Red River Flow"
10. "Rain Insane"
11. "Paradise Fireball"
12. "Slaughter the Grey"
13. "Eighty-Eight"
14. "Fast Jungle"
15. "Gun Crazy"
16. "Kick"
17. "Memphis"
18. "Magdalene"
19. "True Crime"

### Disco 2
1. "Ratmouth"
2. "Shack of Hate"
3. "Drowning the Colossus"
4. "Crow III"
5. "Die Zombie Die"
6. "Skin"
7. "Truck on Fire"
8. "Future Shock"
9. "Scum Kill"
10. "Diamond Ass"

### Disco 3
1. "Demonspeed"
2. "Disaster Blaster"
3. "Murderworld"
4. "Revenge"
5. "Acid Flesh"
6. "Power Hungry"
7. "Godslayer"
8. "God of Thunder"
9. "Love Razor"
10. "Disaster Blaster II"